# نشریه گقاسر
گقاسِر (به معنی: زیبادوست) ماهنامهٔ اطلاعات عمومی ادبی و هنری برای دانش آموزان که به زبان ارمنی که از سال ۱۲۹۸ خورشیدی ۱۹۱۹ (میلادی) و در تبریز منتشر می‌شد.